# Edith Bülbring
Edith Bülbring, född 27 december 1903, död 5 juli 1990, var en brittisk-tysk forskare inom området fysiologi för glatt muskulatur och även en av de första kvinnorna som blev invald i Royal Society som fellow (FRS). Hon var professor i farmakologi vid Oxfords universitet (1967-71) och professorsstipendiat vid Lady Margaret Hall, Oxford, senare professor emeritus (1971-1990).

## Barndom
Bülbring föddes i Bonn i Tyskland den 27 december 1903 som dotter till Hortense Leonore Bülbring (född Kann; 1868–1938), dotter till en judisk-nederländsk bankir från Haag, och Karl Daniel Bülbring, tysk professor i engelska vid universitetet i Bonn (1863–1917). Trots att hennes mor kom från en judisk bakgrund och hennes far var protestantiskt kristen såg Edith Bülbring sig själv som ateist. Hon var den yngsta av fyra barn (Hans, Luci, Maud och Edith). Vid sex års ålder började hon lära sig spela piano och hon visade sig vara mycket begåvad. Under första världskriget (1914–1918) flyttade Edith Bülbring och hennes två äldre systrar till Haag i Nederländerna för att bo hos sin farbror, den framstående kungliga bankiren Jacobus Henricus Kann. Hennes bror Hans var soldat i första världskriget och stupade 1918. Trots att hon blev en skicklig pianist bestämde hon sig för att studera medicin i stället för musik, något som förvånade hennes lärare eftersom hon hade visat verklig talang inom musiken.

### Universitetsliv
År 1923 började Bülbring studera fysiologi vid universitetet i Bonn i hopp om att så småningom kunna läsa medicin. Hennes entusiasm för histologi ledde till att hon började arbeta i laboratoriet hos Boeke, en relativt välkänd anatomist. De tekniker som hon förvärvade under denna arbetsperiod blev grunden för hennes arbete med sin första publikation och doktorsexamen i medicin. Hon tillbringade senare ett år i München och studerade med inriktning på internmedicin, pediatrik och kirurgi och lockades av rykten för en viss Friedrich von Müllers, professor i allmänmedicin. Året därpå flyttade hon till Freiburg för en termin, där hon deltog i Paul Trendelenburgs föreläsningar. Därefter återvände hon till Bonn för sitt sista år.
I Bonn handleddes hon av professor Ceelen, en patologisk anatom. För sin avhandling tillämpade hon en teknik som hon hade lärt sig av Boeke om hur man färgar nervfibrer på cellerna i phaeokromocytom, och visade att de också tryckte ut nervfibrer. Den lämnades in den 3 maj 1928 och avhandlingen publicerades som volym 268 i Virchows Archiv.
Efter avslutade studier flyttade hon till Berlin för att arbeta som husläkare. Ett år senare övertalades hon av Paul Trendelenburg att arbeta vid hans laboratorium i Berlin. Under tiden i hans laboratorium fick hon demonstrera ett perfunderat grodhjärta där inflödes- och utflödesmotståndet kunde kontrolleras. Hon använde detta preparat senare i sina studier av läkemedelsverkan (publicerade 1930).
Efter sin mentor Paul Trendelenburgs död lämnade hon Berlin under ett år och arbetade som barnläkare i Jena. Hon återvände till Berlin ett år senare (1932) för att arbeta vid enheten för infektionssjukdomar på sjukhuset i Virchow. När hon bodde i Berlin började nazistpartiets framväxt göra Bülbring orolig på grund av sin judiska härstamning. Hon avskedades från sjukhuset eftersom det blev olagligt för personer med judisk bakgrund att inneha universitets- eller andra professionella tjänster. Strax efter avskedandet reste hon till England med sina systrar Luci och Maud.

## Arbete kring glatt muskulatur (1950–1990)
Bülbrings intresse för glatt muskulatur berodde på frustration över deras oförutsägbara reaktioner. Hon har citerats för att säga: "Jag kunde helt enkelt inte förstå deras beteende: varför de skulle dra ihop sig en gång och slappna av nästa timme vid samma dos, vid samma temperatur, under samma förhållanden och så vidare. Alla dessa saker gjorde mig så upprörd att jag inte längre ville arbeta med dem på detta sätt om jag inte förstod dem."
År 1953 anslöt sig Gustav Born  till Bülbring i hennes arbete och inledde ett samarbete som blev ursprunget till hennes glatta muskelgrupp. Tidigt i gruppen forskade hon om metabolism och passiva elektriska egenskaper hos glatt muskulatur. Hon studerade också den roll som serotonin spelar för peristaltiken i tunntarmen. Hon uppfann en ny apparat för dubbel sackarosspalt som hon använde i sina experiment. Bülbring var intresserad av den effekt som neurotransmittorer, särskilt acetylkolin och adrenalin, har på spänningen i den glatta muskulaturen. 1969 publicerade hon tre artiklar om taeniae där hon drog slutsatsen att den hyperpolarisering av membranet som kan observeras efter tillförsel av adrenalin är ett resultat av membranets ökade genomsläpplighet för klorid och kalium. Bülbring har också undersökt hur den kan påverka den glatta muskulaturen.
Bülbring var känd för att ha stor respekt för sina kolleger och deras arbete. Hon uppmuntrade människor att utveckla sina tekniker, färdigheter och att vara självständiga forskare. Hon visade alltid stor förmåga att skaffa medel för sitt arbete och skapade relationer med välgörenhetsorganisationer, råd och industripartners. Dessa förmågor tillsammans gjorde det möjligt för gruppen att bygga upp en stor forskargrupp.
Bülbrings inflytande och arbete under en 40-årsperiod gjorde det möjligt för det unga området för glatt muskulatur att blomstra. De tekniker som utvecklades i hennes laboratorium ledde till ökad kunskap om den glatta muskulaturens fysiologi, och verksamheten hos de många forskare som tillbringade tid med henne spred hennes intresse och entusiasm för fördjupade studier av denna typ av vävnader över hela världen.